# Tigre i drac
Tigre i drac (títol original en xinès tradicional: 臥虎藏龍; en pinyin: Wò hǔ cáng lóng; títol internacional en anglès, Crouching Tiger, Hidden Dragon) és una pel·lícula xinesa d'arts marcials (Wu xia) dirigida per Ang Lee i estrenada el 2000.
Aquesta pel·lícula és una adaptació d'una novel·la de Wang Dulu (1909-1977), Tigres i Dracs , apareguda entre els anys 1938 i 1942 a la Xina i a Hong Kong. Aquest llibre portava en xinès el títol de Wo hu cang long  i en cantonès de Hong Kong Ngo foo chong lung. Ha estat doblada al català.

## Argument
A la Xina antiga, Li Mu Bai és un virtuós dels arts marcials. Cansat dels combats, decideix confiar "Destí", la seva espasa ràpida i màgica a Yu Shu Lien, a qui no gosa reconèixer el seu amor. Aquesta ha d'enviar la famosa espasa al senyor Té, a la residència del qual coneix Jiao Long, la filla del governador Yu, que ha estat promesa a un home que no estima i faria tot per portar una vida també lliure com Shu Lien. Però una vegada cau la nit, un hàbil lladre aconsegueix robar-la. Li i Shu Lien marxen a recuperar l'espasa de virtuts màgiques.

## Repartiment
- Chow Yun-fat: Li Mu Bai
- Zhang Ziyi: Yu Jiao Long (Jen)
- Michelle Yeoh: Yui Shui Lien
- Chang Chen: Lo (Luo Xiao Hu)
- Long Sihung: Sir Te
- Cheng Pei-pei: Jade la hiena

## Premis i nominacions

### Premis
2000
- Oscar a la millor fotografia
- Oscar a la millor direcció artística
- Oscar a la millor banda sonora
- Oscar a la millor pel·lícula de parla no anglesa

### Nominacions
- Oscar a la millor pel·lícula
- Oscar al millor director
- Oscar al millor vestuari
- Oscar al millor muntatge
- Oscar a la millor cançó original per A love before time cantada per Coco Lee

## Al voltant de la pel·lícula
- Come dring with me de King Hu hauria inspirat Tigre i Drac.
- crítica:
  - "La pel·lícula d'arts marcials més emocionant que he vist mai (...) Puntuació ★★★★ (sobre 4)"[3]
  - "Elevada i romàntica, salvatge i serena, feminista i valenta, 'Tigre i drac' és una de les millors pel·lícules de l'any"[4]